# دستور شیخ
دستور شیخ
در صوفیه به معنی اجازه یا فرمانی است که شیخ وقت (قطب) یا نماینده وی برای فرد یا افرادی از مریدان خود صادر می‌کند.

## شیخ وقت
هر کدام از سلسله‌های صوفیه به‌خصوص دراویش برای خود رهبری به نام قطب دارند و پیروان آن سلسله، مرید او به حساب می‌آیند. در حال حاضر، بسیاری از صوفیان، شیخ خود را قطب  و نماینده‌های مجاز به دستگیری قطب را شیخ خطاب می‌کنند.